# Ronaldo Peña
Ronaldo Luis Peña Vargas (Acarigua, Portuguesa, Venezuela, 10 de marzo de 1997) es un futbolista venezolano que juega como delantero en el Portuguesa Fútbol Club de la Primera División de Venezuela.

## Trayectoria
Comenzó su vida futbolística a los 4 años, motivado por su padre el cual fue jugador del Portuguesa Fútbol Club, se forma en las categorías menores del mismo equipo. A los 13 años, un ojeador lo vio en un partido en el cual marcó un gol a los pocos minutos de entrar al campo, luego de esto lo llevó a formar parte de las categorías inferiores del Caracas Fútbol Club.
En el verano de 2015 fue cedido a Las Palmas Atlético de la Tercera División de España, donde permaneció dos temporadas, contribuyendo, en 2017, al ascenso de categoría del filial de UD Las Palmas.
Para la temporada 2017-18 volvió a ser cedido, esta vez al Moreirense de la Primera División de Portugal.
El 5 de julio de 2018 el Houston Dynamo anunció en un comunicado la adquisición del jugador de forma definitiva en una transferencia completa desde el Caracas Fútbol Club. Haciéndolo oficial el 10 de julio al abrirse el mercado de transferencias de la Major League Soccer. Fue liberado del club al término de la temporada 2020.
El 24 de abril de 2021 se confirmó su fichaje por la Universidad Central de Venezuela como agente libre.

## Selección nacional
Ha sido internacional con la sub-17 y sub-20 de Venezuela.

### Participaciones internacionales
| Competición                                                 | Sede          | Resultado    | Partidos | Goles |
| ----------------------------------------------------------- | ------------- | ------------ | -------- | ----- |
| Campeonato Sudamericano de Fútbol Sub-17 de 2013            | Argentina     | Subcampeón   | 9        | 1     |
| Juegos Centroamericanos y del Caribe de 2014                | México        | Subcampeón   | 1        | 0     |
| Torneo internacional de fútbol sub-20 de la Alcudia de 2016 | España        | Semifinales  | ?        | 1     |
| Campeonato Sudamericano de Fútbol Sub-20 de 2017            | Ecuador       | Tercer lugar | 9        | 0     |
| Copa Mundial de Fútbol Sub-20 de 2017                       | Corea del Sur | Subcampeón   | 7        | 1     |

## Estadísticas
Actualizado al último partido disputado el 24 de julio de 2020.
| Caracas · Venezuela |               |               |    |   |   |   |   |    |    |   |
| 1.ª | 2013-14       | 4             | 1  | - | - | - | - | 4  | 1  |   |
| Total club | Total club    | 4             | 1  | 0 | 0 | 0 | 0 | 4  | 1  |   |
| Portuguesa · Venezuela |               |               |    |   |   |   |   |    |    |   |
| 1.ª | 2014-15       | 8             | 0  | - | - | - | - | 8  | 0  |   |
| Total club | Total club    | 8             | 0  | 0 | 0 | 0 | 0 | 8  | 0  |   |
| Moreirense Portugal |               |               |    |   |   |   |   |    |    |   |
| 1.ª | 2017-18       | 25            | 3  | 5 | 0 | - | - | 30 | 3  |   |
| Total club | Total club    | 25            | 3  | 5 | 0 | 0 | 0 | 30 | 3  |   |
| Rio Grande Valley Estados Unidos |               |               |    |   |   |   |   |    |    |   |
| 2.ª | 2019          | 3             | 0  | - | - | - | - | 3  | 0  |   |
| Total club | Total club    | 3             | 0  | 0 | 0 | 0 | 0 | 3  | 0  |   |
| Houston Dynamo Estados Unidos |               |               |    |   |   |   |   |    |    |   |
| 1.ª | 2018          | 9             | 1  | - | - | - | - | 9  | 1  |   |
| 1.ª | 2019          | 4             | 0  | 2 | 2 | 2 | 0 | 8  | 2  |   |
| 1.ª | 2020          | 1             | 0  | - | - | - | - | 1  | 0  |   |
| Total club | Total club    | 14            | 1  | 2 | 2 | 2 | 0 | 18 | 3  |   |
| Total carrera | Total carrera | Total carrera | 54 | 5 | 7 | 2 | 2 | 0  | 63 | 7 |
| (1) Incluye datos de la Copa de Portugal, la Copa de la Liga de Portugal y la US Open Cup (2) Incluye datos de la Liga de Campeones de la Concacaf |               |               |    |   |   |   |   |    |    |   |

## Clubes
| Club                                | País           | Año              |
| ----------------------------------- | -------------- | ---------------- |
| Caracas Fútbol Club                 | Venezuela      | 2013 - 2014      |
| Portuguesa FC                       | Venezuela      | 2014-2015        |
| Unión Deportiva Las Palmas Atlético | España         | 2015-2016        |
| Moreirense                          | Portugal       | 2017 - 2018      |
| Houston Dynamo                      | Estados Unidos | 2018-2019        |
| Rio Grande Valley                   | Estados Unidos | 2019             |
| Houston Dynamo                      | Estados Unidos | 2020             |
| UCV                                 | Venezuela      | 2021             |
| Chacarita Juniors                   | Argentina      | 2022             |
| UCV                                 | Venezuela      | 2023             |
| Portuguesa FC                       | Venezuela      | 2024- Actualidad |

## Palmarés

### Títulos nacionales
| Título      | Club           | País           | Año  |
| ----------- | -------------- | -------------- | ---- |
| US Open Cup | Houston Dynamo | Estados Unidos | 2018 |